# Блаженков Валентин Терентійович
Блаженків Валентин Терентійович (12 січня 1926, село Александровське, Красноуфімський район, Уральська область, РРФСР, СРСР — 2003) — перший секретар Мелітопольського міськкому КПРС (1959—1969).

## Біографія
Блаженков Валентин Терентійович народився 12 січня 1926 року в селі Александровське Красноуфімського району Уральської області, у селянській родині.
Батько — Блаженков Терентій Васильович 1897 року народження, конюх, мати — Блаженкова Ганна Іванівна, 1900 року народження, селянка. Дружина — Блаженкова (Бровко) Таїсія Захарівна, 1925 року народження, вчителька. Діти — Валерій та Володимир.
1948 року закінчив Харківський політехнічний інститут за спеціальністю інженер-машинобудівник.
1948 року приїхав за розподілом у Мелітополь на Мелітопольський дизелебудівний завод. Працював на посадах інженера, головного інженера.
З 1959 до 1969 року обіймав посаду першого секретаря Мелітопольського міськкому КПРС.
У 1966 році — делегат XXIII з'їзду КПРС.
З 1969 по 1986 рік працював у Москві на посаді заступника міністра, начальника головного управління Міністерства машинобудування для легкої та харчової промисловості CCCР.